# Wuling Air EV
Wuling Air EV (кит. 五菱晴空; пиньинь Wǔlíng Qíngkōng) — городской электромобиль, выпускающийся с 2022 года подразделением SAIC-GM-Wuling. После Hongguang Mini EV и Nano EV, это третья модель на платформе SGMW Global Small Electric Vehicle, продаваемая под брендом Wuling.

## Описание
Впервые Air EV был представлен 1 июня 2022 года в Индонезии под названием «Wuling EV», затем 3 июня 2022 года автомобиль дебютировал в Китае. Для индонезийского рынка автомобиль собирается из сборных комплектов из Китая на заводе SGMW Motor Indonesia в Чикаранге, Западная Ява. Индонезийские модели были представлены 11 августа 2022 года на 29-м Международном автосалоне Gaikindo Indonesia.
В Китае Air EV поступил в продажу в декабре 2022 года в двух- и четырёхместных конфигурациях с разной длиной кузова и колёсной базой. Air EV являлся одним из оперативных транспортных средств, представленных на саммите G-20 на Бали.
В ноябре 2022 года Wuling Air EV был импортирован в Египет компанией General Motors под названием Chevrolet Spark EV в качестве транспортных средств по вызову такси во время конференции Организации Объединённых Наций по изменению климата 2022 года.

За пределами индонезийского рынка Air EV поступил в продажу в Непале в декабре 2022 года, в Таиланде в июле 2023 года и в Брунее в конце сентября 2023 года.
- Вид сзади
- Интерьер

## MG Comet EV
В апреле 2023 года в Индии была представлена ребеджинговая версия, получившая название MG Comet EV.

## Продажи
| Год  | Китай | Индонезия | Индия |
| ---- | ----- | --------- | ----- |
| 2022 | 2,220 | 8,053     |       |
| 2023 | 7,597 | 5,575     | 6,628 |